# トニー・ジャー
トニー・ジャー（Tony Jaa, 1976年2月5日 - ）は、タイのアクション俳優。タイ国内での呼称はタッチャコーン・イーラム（ทัชชกร ยีรัมย์）である。なお、本名はパノム・イーラムであるが、外国ではトニー・ジャーと呼ばれている。これはトニーという彼の外国における芸名に、タイ語でのあだ名であるジャー（จา）を香港の俳優風に名字に見立てたものである。タイ国内では一般的な俳優の呼び方に従い、あだ名＋名、つまりジャー・パノムと呼ぶことが多い。

## 経歴
タイ東北・スリン県出身。身長172cm。15歳の時に、パンナー・リッティクライのもとでスタントを学ぶ。その後香港へ渡り、スタントマンとして修行の日々を送る。マハサラカム地方の体育短期大学でムエタイや剣術、テコンドー、器械体操などを習得している。
生身では不可能に見えるアクションを、ワイヤーやCGの効果を使わずにこなすことが一般に評価されている。ちなみに『七人のマッハ!!!!!!!』主演のダン・チューポンとは大学時代からの親友でもある。香港でスタントマンの修行をしていたこともあり、広東語が堪能。
元々はスタントマンであり、『モータルコンバット2』などでのスタント経験がある。2003年公開の『マッハ!!!!!!!!』の主演で注目を集め、さらにそれが海外で公開されたことにより国際的に注目を集めるアクション俳優となった。2005年には映画『トム・ヤム・クン!』が公開された。この映画では、出身地であるスリンとその名物である象がモチーフとなっている。
2010年5月27日から11月18日まで出家していたが、還俗している。
2011年4月26日に『マッハ!無限大』の製作を発表。完成させた後、2013年10月にタイで公開した。同年後半には『ワイルド・スピード SKY MISSION』の撮影に入る。ポール・ウォーカーの事故死により一時撮影が中断したが、2014年に完成させ、2015年に公開。また、2014年1月よりドルフ・ラングレンとの初共演作『バトルヒート』の撮影に入り、年内に完成した。
なお、2013年4月に製作発表・撮影開始していた『A Man Will Rise』でもドルフと共演しているが、2016年の段階では未完成である。『A Man Will Rise』は、1950年代のタイの村が舞台のアクションコメディ。ストーリーは、「ギャングの脅威にさらされる村。さらにギャングは、外国のヒットマンを雇い入れる。村のために男トニー・ジャーが立ち上がる」というもの。この作品が未完成なのは、トニー・ジャーとサハモンコン・フィルムとの間に契約問題が表面化したためと言われている。ちなみにこの『A Man Will Rise』だが、当初はトニーとジャン＝クロード・ヴァン・ダムの初共演作品『Local Hero』として準備されていた。諸事情により製作中止となるが、脚本などを変更した上で『A Man Will Rise』としての製作が決まった。

## 出演作品
| 年   | 邦題 英題                                                     | 役名             | 備考                                         | 吹き替え         |
| ---- | ------------------------------------------------------------- | ---------------- | -------------------------------------------- | ---------------- |
| 2003 | マッハ!!!!!!!! Ong-Bak: The Thai Warrior                      | ティン           | 兼マーシャルアーツコレオグラファー           | 浪川大輔         |
| 2004 | ダブルマックス The Bodyguard                                  |                  |                                              | 浪川大輔         |
| 2005 | トム・ヤム・クン! The Protector                               | カーム           | 兼マーシャルアーツコレオグラファー           | 浪川大輔         |
| 2007 | アルティメット・エージェント The Bodyguard 2                  |                  |                                              |                  |
| 2008 | マッハ!弐 Ong Bak 2                                           | ティン           | 兼監督・原案・プロデューサー・アクション監督 | 浪川大輔         |
| 2010 | マッハ!参 Ong Bak 3                                           | ティン           | 兼監督・原案・プロデューサー・アクション監督 | 浪川大輔         |
| 2013 | マッハ!無限大 The Protector 2                                 | カーム           |                                              | 浪川大輔         |
| 2014 | バトルヒート Skin Trade                                       | トニー           |                                              | (吹き替え版無し) |
| 2015 | ワイルド・スピード SKY MISSION Furious 7                      | キエット         |                                              | 浪川大輔         |
| 2015 | ドラゴン×マッハ! Kill Zone 2                                  | チャイ           |                                              | 浪川大輔         |
| 2016 | マッド・ウォーリアーズ 頂上決戦 Never Back Down: No Surrender | トニー・ジャー   |                                              |                  |
| 2017 | トリプルX:再起動 xXx: Return of Xander Cage                   | タロン           |                                              | 浪川大輔         |
| 2017 | SPL 狼たちの処刑台 Paradox                                    | タク             |                                              | 斎藤寛仁         |
| 2017 | On That Night... While We Dream                               |                  | 短編映画                                     |                  |
| 2018 | イップ・マン外伝 マスターZ Master Z: The Ip Man Legacy        | 殺し屋           |                                              | セリフ無し       |
| 2019 | トリプル・スレット Triple Threat                              | パユ             |                                              | 浪川大輔         |
| 2020 | モンスターハンター Monster Hunter                             | ハンター         |                                              | 松坂桃李         |
| 2020 | アース・フォール JIUJITSU Jiu Jitsu                           | ケウン           |                                              | 櫻井慎二朗       |
| 2021 | 唐人街探偵 東京MISSION Detective Chinatown 3                  | ジャック・ジャー |                                              | 浪川大輔         |
| 2023 | エクスペンダブルズ ニューブラッド Expend4bles                 | デーシャ         |                                              | 浪川大輔         |

### 日本語吹き替え
日本語吹き替えは、浪川大輔がほぼ専属で担当している。